# Stazione di Adrano Nord
La stazione di Adrano Nord è una stazione ferroviaria della ferrovia Circumetnea, costruita a servizio della città di Adrano.

## Storia
Nell'ambito del progetto di ammodernamento della tratta ferroviaria Paternò-Adrano, nel 2009 furono avviati i lavori di costruzione delle nuove stazioni di Santa Maria di Licodia Sud, Santa Maria di Licodia Centro (che a sua volta sostituì la stazione in superficie), Adrano Cappellone (che a sua volta sostituì la stazione in superficie), Adrano Centro (che a sua volta sostitui la stazione in superficie), Adrano Naviccia e Adrano Nord.
La stazione fu aperta all'esercizio il 29 aprile del 2011, e venne collegata in via provvisoria al tracciato esistente, per consentire l'esecuzione dei lavori nella tratta in variante di km 2,2, in galleria, sotto l'abitato di Adrano.
All'inizio di agosto, la tratta "storica" Adrano-località Naviccia venne interrotta per consentire i lavori di collegamento della stazione di Adrano Nord al nuovo tracciato, sezionando definitivamente il vecchio.
L'attivazione funzionale dell'impianto collegato al nuovo tracciato avvenne nella prima decade di settembre, per consentire le visite dei funzionari dell'USTIF e i collaudi.
Il 19 settembre 2011 avvenne l'inaugurazione ufficiale dell'intera variante.
Questa stazione venne costruita con la predisposizione ad uso metropolitano, poiché nell'ambito dell'ampliamento delle rete ferroviaria della metropolitana di Catania è previsto che quest'ultima arrivi sino a questa stazione.

## Strutture e impianti

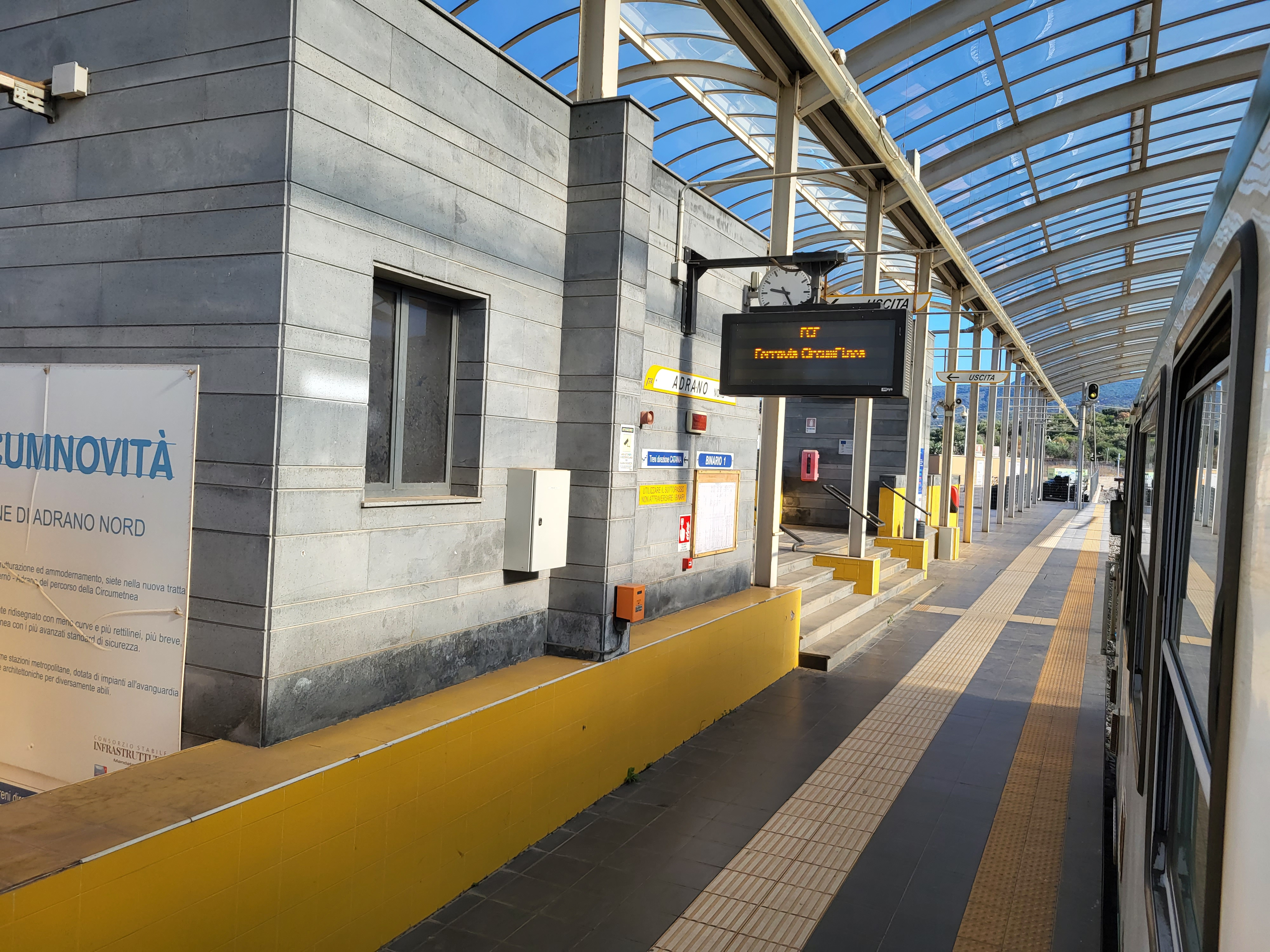
La stazione di Adrano Nord, vista dall'ADe 16 (serie ADe 11-20).

La stazione consiste in una serie di fabbricati con funzioni differenti, in quanto è anche sede di rimessa per gli autobus della stessa Circumetnea, nonché punto di interscambio strada-rotaia; è dotata anche di un parcheggio scambiatore.
Il fascio binari viaggiatori è costituito da due binari muniti di ampio marciapiede laterale, ed è completamente coperto da una grande tettoia trasparente con struttura in acciaio e lastre di policarbonato.
I binari di servizio sono muniti di segnali di partenza distinti per binario, e di segnali bassi; gli enti di stazione sono governati da un apparato ACEI.
Il binario di raddoppio è dotato di tronchini alle due estremità che ne realizzano l'indipendenza dal binario di corsa.
Il tronchino sud di tale binario si dirama dalla stazione e raggiunge il Deposito, punto di rimessaggio e manutenzione.

## Servizi
La stazione è dotata di:
- Servizio di video sorveglianza.

## Movimento
L'offerta di treni del 2014 prevede 14 treni in arrivo da Catania Borgo e 13 treni viceversa. Riposto viene raggiunta da 4 treni di cui uno con rottura di carico a Randazzo. Da Riposto è possibile raggiungere Adrano solo con cambio a Randazzo; da tale località hanno origine 10 treni giornalieri che servono tutte e tre le stazioni di Adrano.